# کیت اشمیت
کیت اشمیت (انگلیسی: Kate Schmidt؛ زادهٔ december ۲۹, ۱۹۵۳ (۷۱ سال)) ورزشکار دو و میدانی اهل ایالات متحده آمریکا است.
وی در مسابقات کشوری و بین‌المللی در مجموع برندهٔ ۱ مدال نقره، ۲ مدال برنز شده‌است.